# Kecuzei ikki
Kecuzei ikki (japonsky: 血税一揆, doslova „povstání daně z krve“) byly sérií násilných povstání v Japonsku na jaře roku 1873, jež byly podníceny nesouhlasem vůči institucionalizaci základní vojenské služby v době reforem Meidži. Druhotné příčiny zahrnovaly nespokojenost se zrovnoprávněním tzv. „vyvržených“ v roce 1871 a se zavedením povinné školní docházky v roce 1872.
Nepokoje zasáhly nejméně 10 prefektur a zapojilo se do nich několik set tisíc rolníků a venkovských samurajů (goši), kteří ničili objekty úřadů a domy úředníků, nově zřízené veřejné školy a obydlí burakuminů. Povstání bylo brutálně potlačeno vládou.

## Pozadí
Po restauraci Meidži a svržení tokugawského šógunátu roku 1868 se Japonsko začalo modernizovat podle západních vzorů. Předehrou k úplné destrukci společenského systému z období Edo bylo zrušení kasty „vyvržených“ v roce 1871, zavedení povinné školní docházky pro všechny děti v roce 1872 a uzákonění nařízení o všeobecné branné povinnosti, které vyžadovalo, aby se všichni muži podrobili povinnému vojenskému odvodu ve věku 20 let, sloužili v armádě po dobu tří let a poté sloužili ve vojenské záloze.
Branná povinnost připravila chudé zemědělské usedlosti o silné mladé muže na vrcholu jejich fyzické zdatnosti. Podobně povinná školní docházka připravila rolnické rodiny o dětskou práci, která byla potřebná pro pomoc při sázení a sklizni plodin. Emancipace burakuminů byla vysoce kontroverzní, protože po staletích, které prožili v společenské izolaci, příslušníci jiných tříd považovali jejich zrovnoprávnění za neakceptovatelné a burakuminové nadále zůstávali segregovaní.
Pokud jde o samuraje, nařízení o odvodu obyčejných lidí zničilo jejich odvěký monopol na vojenskou službu, a tím nabouralo jejich společenský status a způsob života, což vedlo některé venkovské samuraje ke spolupráci s nižšími vrstvami.
Dalším zdrojem rozhořčení byla skutečnost, že nařízení o odvodu obsahovalo ustanovení, které umožňovalo bohatým občanům vykoupit se z odvodu za částku 270 jenů, což znamenalo, že břemeno odvodu by neúměrně dopadalo na nejchudší z japonských občanů, kteří si nemohli dovolit přijít o rodinné pracovníky. Základní vojenskou službu také nemuseli absolvovat úředníci, studenti některých škol a zahraniční stipendisti, hlavy rodin a jediní či adoptovaní synové.
Samotné nařízení o odvodu se inspirovalo západními vzory a text nařízení přímo odkazoval na francouzský výraz pro povinnou vojenskou službu – impôt du sang („daň z krve“). Díky neuváženému použití této fráze se na venkově rozšířily zvěsti, že vládní úředníci budou získávat krev z rolníků a prodávat ji cizincům, kteří ji použijí k výrobě léků, což dále pomáhalo rozdmýchávat pobouření lidu.
Jelikož Japonsko v období Meidži nebylo demokracií a tehdejší oligarchové činili všechna rozhodnutí bez jakékoli konzultace s širokou veřejností, rozzuření rolníci a nízko postavení venkovští samurajové měli pocit, že můžou své požadavky uplatnit jedině pomocí násilného protestu.

## Povstání
Povstání začala v březnu 1873 a rychle se rozšířila do nejméně 10 prefektur. Mezi postižené prefektury patřily Kjóto, Okajama, Fukui, Mie, Tottori, Hirošima, Šimane, Kagawa, Ehime a Kóči. Povstalci se zaměřili na symboly a osoby spjaté s reformami Meidži, které narušovali jejich předchozí způsob života: místní vládní úřady a úředníky, nově zřízené veřejné školy a policejní stanice, buddhistické chrámy souznící s politikou vlády a nově emancipované burakuminy. Například koncem května 1873 se v prefektuře Okajama vzbouřilo přes 30 000 lidí a zničilo 46 veřejných základních škol. Kromě toho zničili 2 chrámy, sídla 52 místních vládních úředníků a přes 300 domů vlastněných burakuminy. Vyzbrojeni bambusovými kopími, palnými zbraněmi a meči zaútočili na vládní úředníky a bývalé „vyvržené“, přičemž zranili desítky a zabili 24 osob. Podobně v prefektuře Kagawa jednotky 20 000 rozhněvaných rolníků s bambusovými tyčemi vypálily 34 budov vládních úřadů, 5 buddhistických chrámů a domy 300 místních vládních úředníků. Kromě toho bylo zdemolováno 7 policejních stanic a celkem 48 veřejných škol.
Kromě násilností také povstalci předkládali místním úřadům petice, v nichž uváděli své požadavky. Společné požadavky zahrnovaly zrušení odvodů do armády, zrušení veřejných škol, zrušení zákazu tradičních účesů a zrušení nově zavedeného solárního kalendáře ve prospěch tradičního lunárního kalendáře.

## Porážka povstání a represe
Vláda nakonec brutálně potlačila nepokoje a nepodvolila se žádnému z požadavků povstalců, s kterými neměla žádné slitování; když se policejní síly ukázaly jako neschopné potlačit násilí, najala vláda skupiny samurajských žoldnéřů. Celkem bylo zatčeno více než 60 000 lidí, avšak jen 15 povstalců (identifikovaných jako vůdci povstání) bylo odsouzeno k smrti a popraveno, přičemž tisíce dalších osob obdrželo nižší tresty nebo bylo propuštěno bez obvinění.